# Гейл Рубін
Гейл Рубін (народилася 1949 року) — американська активістка, антропологиня та теоретик у сфері гендерної та сексуальної політики. Викладає антропологію, літературну компаративістику та жіночі студії в Університеті Мічигана в Енн-Арборі. Має велике коло інтересів: ЛГБТ-студії, сексуальна географія, сексологія, історія сексології та взаємозв'язки між сексологічними та расовими класифікаціями, феміністична теорія, етнографія геїв і лесбійок.

## Біографія
Народилася у єврейській родині. 1978 року переїхала у Сан-Франциско та почала вивчати leather subcultre. У червні того ж року разом із Патріком Каліфіа та 16 іншими заснувала першу відому лесбійську садо-мазохістську групу — Samois. Група розпалася у травні 1983 року і Рубін долучилася до заснування іншої організації — «the Outcasts».
Протягом феміністичних дебатів 1980-х Рубін стала визнаною про-сексактивісткою.
З 1992 року по 2000 вона працювала у Leather Archives and Museum.
Гейл Рубін отримала Ph.D. з антропології в Університеті Мічигана в 1994 році. 2004 року почала там викладати. Рубін — авторка кількох революційних у сфері сексуальної та гендерної політики текстів (див. збірку Deviations, 2012) та антропологічного дослідження представників і представниць gay leather subculture (книга має назву Valley of the Kings, ще не опублікована). Її курс з літературної компаративістики включає семінари з тем «Арії» та «Сексологічні теорії: від Крафта-Еббінга до Фуко».

## Найвідоміші роботи
Вперше Рубін помітили завдяки її есе 1975 року «The Traffic in Women: Notes on the 'Political Economy' of Sex», в якому вона описує історико-соціальні механізми продукування гендеру та примусової гетеросексуальності та обстоює тезу вторинної позиції жінки у стосунках. У цьому есе Рубін запропонувала термін «sex/gender system», який визначила як «низку пристосувань, завдяки яким суспільство трансформує біологічну сексуальність у продукти людської діяльності, у формі яких ці трансформовані сексуальні потреби мають бути задоволені». Рубін спирається на авторів, які писали про гендерні та сексуальні відносини як економічні інституції, які виконують певні соціальні функції та відтворюються у психології дітей. Беручи за основу Карла Маркса та Фрідріха Енгельса, Клода Леві-Строса, Зигмунда Фрейда та Жака Лакана, Рубін критикує їх за те, що вони так і не змогли надати пояснення пригніченому становищу жінки та пропонує власну інтерпретацію їхніх ідей. Вона висуває тезу, що відтворення робочої сили залежить від хатньої роботи, яку виконує жінка, та яка полягає у трансформуванні товарів задля підтримки робітника. Капіталістична система не здатна створити надлишок без жінок; але суспільство не надає жінкам доступу до створених капіталом надлишків.
Рубін доводить, що саме через історичні патерни пригнічення жінкам дісталася така роль за капіталістичної системи виробництва. Вона аналізує ці паттерни череї своє поняття sex/gender system. Згідно з її теорією, гендер — це соціально нав'язаний поділ статей. Вона звертається до леві-стросової теорії обміну жінками у патріархальних суспільствах, де вбачає в механізмі обміну приклад пригніченого ставновища жінки. Далі, звертається до Марселя Моса і його нарис про дар, використовуючи ідею дару для пояснення того, як саме поняття гендер створюється через механізм обміну жінок у системах спорідненості. Біологічно жінки народжуються особами жіночої статі, але стають жінками (отримують відповідний гендер) в той момент, коли в процесі обміну проводиться розрізнення між тим, хто віддає (особа чоловічої статі) та тим, що віддається (особа жіночої статі). Для чоловіків дарування дочок або сестер іншому чоловікові з метою шлюбу забезпечує створення системи спорідненості між ними та уможливлює передачу сексуального доступу, генеалогічного статусу, древа предків і прав. Наприкінці есею Рубін озвучує мрії про андрогінне та безгендерне суспільство, в якому статеві розрізнення не матимуть жодних соціально сконструйованих та ієрархічних значень.
У есеї 1984 року «Thinking Sex», Рубін досліджує систему цінностей, яку різні соціальні групи приписують сексуальності, відповідно до якої певні типи поведінки визначаються як хороші/природі, а інші — як погані/неприродні. У цій роботі вона запропонувала ідею «зачарованого кола» сексуальності: що саме той тип сексуальності, який було привілейовано певним суспільством,- найбільш практикувався цим суспільством, тоді ж як інші типи були поза суспільством, і відповідно визначались в опозиції до відомого типу. Бінарні опозиції «зачарованого кола» такі: пара/одинока людина чи група людей, моногамність/проміскуїтет, стосунки людей з одного покоління/стосунки через покоління, тільки тіла/тіла та створені об'єкти. Теорія «зачарованого кола» обстоює ідею ієрархічної цінності сексуальних актів. У цьому есе Рубін також досліджує певну кількість ідеологічних формацій, що стосуються сексуальності. Найважливішою з них вона визначає «заперечння сексу», яку в західній культурі використовують для позначення сексу як небезпечної та деструктивної діяльності. За відсутності шлюбу, бажання дітонародження чи кохання, сексуальна поведінка таврується як погана.
Рубін завершує опис різних моделей сексуальної поведінки висновком про принцип доміно сексуальної небезпеки: люди відчувають необхідність провести лінію між хорошим і поганим сексом, і ця лінія також розділяє відповідно порядок і хаос. Адже існує страх щодо того, що дозвіл на «поганий» секс сприйматиметься в тому числі як дозвіл на «погані» дії. Відповідно, провідною ідеєю щодо сексу є думка про те, що існує лише один вид піходящого сексу. Суспільству бракує ідеї про набір схвальних різноманітних типів сексуальної поведінки. Рубін намагається провести аналогію, що так само як ми вчимося бачити інші культурі як такі, що відрізняються від нашої, але без прищеплення їм ярлика «недорозвинених»; так само нам варто подумати про схоже розуміння різних сексуальних культур.

## Публікації англійською
- Deviations: A Gayle Rubin Reader, (Durham, NC: Duke University Press, 2012).
- «Samois», in Marc Stein, ed., Encyclopedia of Lesbian, Gay, Bisexual, and Transgender History in America, (New York: Charles Scribner's Sons, 2003). PDF download
- «Studying Sexual Subcultures: the Ethnography of Gay Communities in Urban North America», in Ellen Lewin and William Leap, eds., Out in Theory: The Emergence of Lesbian and Gay Anthropology. (Urbana: University of Illinois Press, 2002)
- «Old Guard, New Guard», in Cuir Underground, Issue 4.2 — Summer 1998. online text [Архівовано 3 листопада 2012 у Wayback Machine.]
- «Sites, Settlements, and Urban Sex: Archaeology And The Study of Gay Leathermen in San Francisco 1955—1995», in Robert Schmidt and Barbara Voss, eds., Archaeologies of Sexuality, (London: Routledge, 2000)
- «The Miracle Mile: South of Market and Gay Male Leather in San Francisco 1962—1996», in James Brook, Chris Carlsson, and Nancy Peters, eds., Reclaiming San Francisco: History, Politics, Culture, (San Francisco: City Lights Books, 1998)
- «From the Past: The Outcasts» from the newsletter of Leather Archives & Museum No. 4, April 1998
- «Music from a Bygone Era», in Cuir Underground, Issue 3.4 — May 1997. online text [Архівовано 21 січня 2013 у Wayback Machine.]
- «Elegy for the Valley of the Kings: AIDS and the Leather Community in San Francisco, 1981—1996», in Martin P. Levine, Peter M. Nardi, and John H. Gagnon, eds. In Changing Times: Gay Men and Lesbians Encounter HIV/AIDS (University of Chicago Press, 1997)
- The Valley of the Kings: Leathermen in San Francisco, 1960—1990. University of Michigan, 1994. (Doctoral dissertation)
- «Of catamites and kings: Reflections on butch, gender, and boundaries», in Joan Nestle (Ed). The Persistent Desire. A Femme-Butch-Reader. Boston: Alyson. 466 (1992)
- «The Catacombs: A temple of the butthole», in Mark Thompson, ed., Leatherfolk — Radical Sex, People, Politics, and Practice, (Boston: Alyson Publications, 1991).
- Misguided, Dangerous and Wrong: An Analysis of Anti-Pornography Politics.
- "Thinking Sex: Notes for a Radical Theory of the Politics of Sexuality, in Carole Vance, ed., Pleasure and Danger, (Routledge & Kegan, Paul, 1984. Also reprinted in many other collections, including Abelove, H.; Barale, M. A.; Halperin, D. M.(eds), The Lesbian and Gay Studies Reader(New York: Routledge, 1994).
- «The Leather Menace», Body Politic no. 82 (33-35). (April 1982)
- «Sexual Politics, the New Right, and the Sexual Fringe» in The Age Taboo, Alyson, 1981, pp. 108–115.
- «The Traffic in Women: Notes on the 'Political Economy' of Sex», in Rayna Reiter, ed., Toward an Anthropology of Women, New York, Monthly Review Press(1975); also reprinted in Second Wave: A Feminist Reader and many other collections.

## Переклади російською
- Обмен женщинами. К политической экономии пола  [Архівовано 17 червня 2016 у Wayback Machine.]
- Размышляя о сексе: заметки о радикальной теории сексуальных политик.  [Архівовано 16 листопада 2012 у Wayback Machine.]